# Maria Hille
Maria Elisabeth Hille (Rhauderfehn, 3 juli 1827 – Den Haag, in of na 1893 overleden)  was een Nederlands fotograaf in de negentiende eeuw die een portretatelier had en een rol speelde in de architectuurfotografie en het vervaardigen van stadsgezichten. Ze geldt als de eerste Nederlandse beroepsfotografe.
Hille werkte onder andere voor de Maatschappij tot Bevordering der Bouwkunst. Zij maakte de eerste architectuurfoto die werd opgenomen in een Nederlands bouwkundig tijdschrift. Ook stelde zij in opdracht van de gemeente Leiden, het eerste album met architectuurfoto's samen. Als grootste bron van inkomsten zal echter haar portretstudio hebben gediend, waar zij vooral cartes de visites produceerde.

## Leven en werk
Maria Elisabeth (ook wel Elizabeth) Hille werd op 3 juli 1827 geboren te Rhauderfehn of Rauder Westerfehn in Duitsland. Ze trouwde met Claus Pruter, afkomstig uit Emden, die zich in 1852 vestigt in Groningen als portretschilder. Een jaar later, in 1853, opende hij een fotografisch atelier aan de Hereweg.
Op 15 oktober 1853 werd hun enige kind geboren: Catherina Gerardina Margaretha Pruter, als dochter van 'daguerreothijpist' Claus Pruter en Maria Elisabeth Hille, 'zonder beroep'.
In mei 1855 vertrok het gezin naar Middelburg, waar Pruter adverteerde met een fotografisch atelier ‘tot het vervaardigen van portretten, gezichten van buitenplaatsen en stadgezichten’. Ze vestigden zich eerst op de Lange Delft, in september verhuisden ze naar de Vlasmarkt. De familie Pruter vertrok op 28 juli 1856 naar Amsterdam waar het echtpaar zich op Nieuwendijk 41 als het  „Nieuw Duitsch Photographisch Etablissement van C. & M. Pruter” vestigde.

### Den Haag
In 1857 vertrokken Maria Hille en Claus Pruter naar ‘s-Gravenhage. Waar Maria Hille eerst summier werd vermeld als compagnon, wordt de naam van het atelier vanaf nu vermeld als  „M. Hille en Comp.”.  Het atelier was gevestigd op het Buitenhof K 104, nabij de Gevangenpoort. Gesuggereerd wordt wel dat de naamswijziging verband houdt met de populariteit van het Nieuw Groot Cosmoramisch Stereoscopisch Kabinet van H. Hille en Comp. van Hamburg dat in 1857 tweemaal Den Haag aandeed.  Dat echter Maria Hille en haar echtgenoot zélf achter dit Cosmoramisch Stereoscopisch Kabinet zaten,  wordt aannemelijk gemaakt door de opmerkelijke gelijktijdigheid van de aanwezigheid van Maria Hille en Claus Pruter in  hotel Oud Keizershof in Den Bosch en twee voorstellingen in dat zelfde hotel in december 1856.

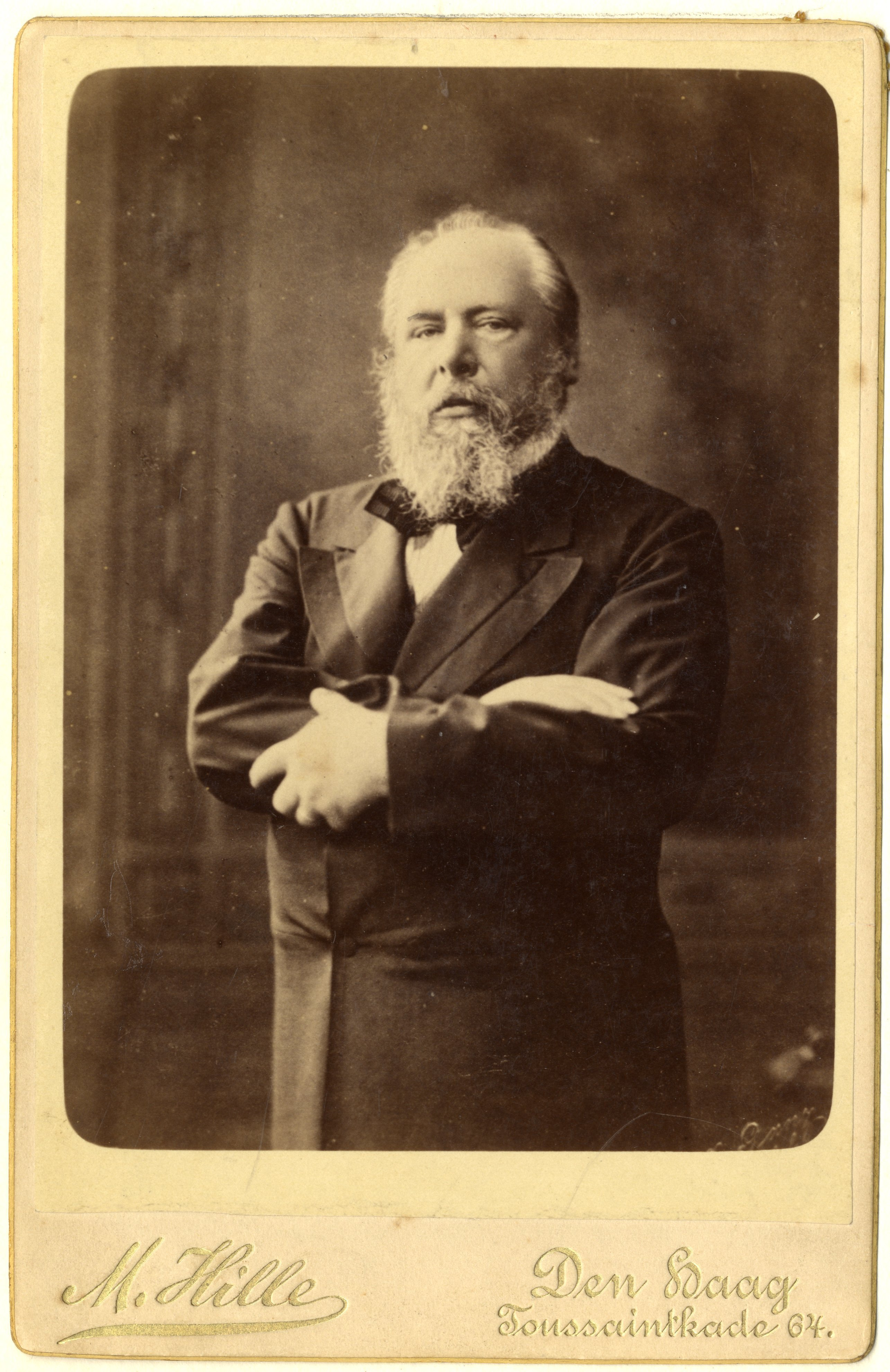
Koning Willem III, carte-de-visite door Maria Hille, ca. 1887, Haags Gemeentearchief

De firma Hille verhuisde in 1859 naar de Willemstraat 12. In 1862 kwam Wilhelm J. Grammann (Amelsdorf, 12-4-1844) uit Amelsdorf, Duitsland, als assistent bij de firma. Niet lang daarna, op 27 januari 1863, overleed Claus Pruter. Grammann bleef assistent tot 1868, waarna hij zich als zelfstandig fotograaf vestigde op hetzelfde adres , Willemstraat 12. Maria Hille verhuist naar Denneweg 68, waar ook Petrus Bernardus Beukers, „commies bij koloniën”, staat ingeschreven. Ook Hilles atelier is op dit adres gevestigd, tot 1881. In een advertentie wordt vermeld dat ze wegens 'vergrooting van het atelier' verhuist naar de Denneweg. Ze beveelt zich aan voor het vervaardigen van portretten en van 'Land- en Stadsgezigten in alle genres en grootten'.
Rond 1877 vertrok Grammann met onbekende bestemming. Op het adres Willemstraat 12 bevond zich in de loop van de jaren zeventig “J.C.J. Beukers, firma M. Hille”. Johannes Carel Jacobus Beukers (geboren 20 mei 1856) was de zoon van P.B. Beukers en Anna Catharina Becht. 

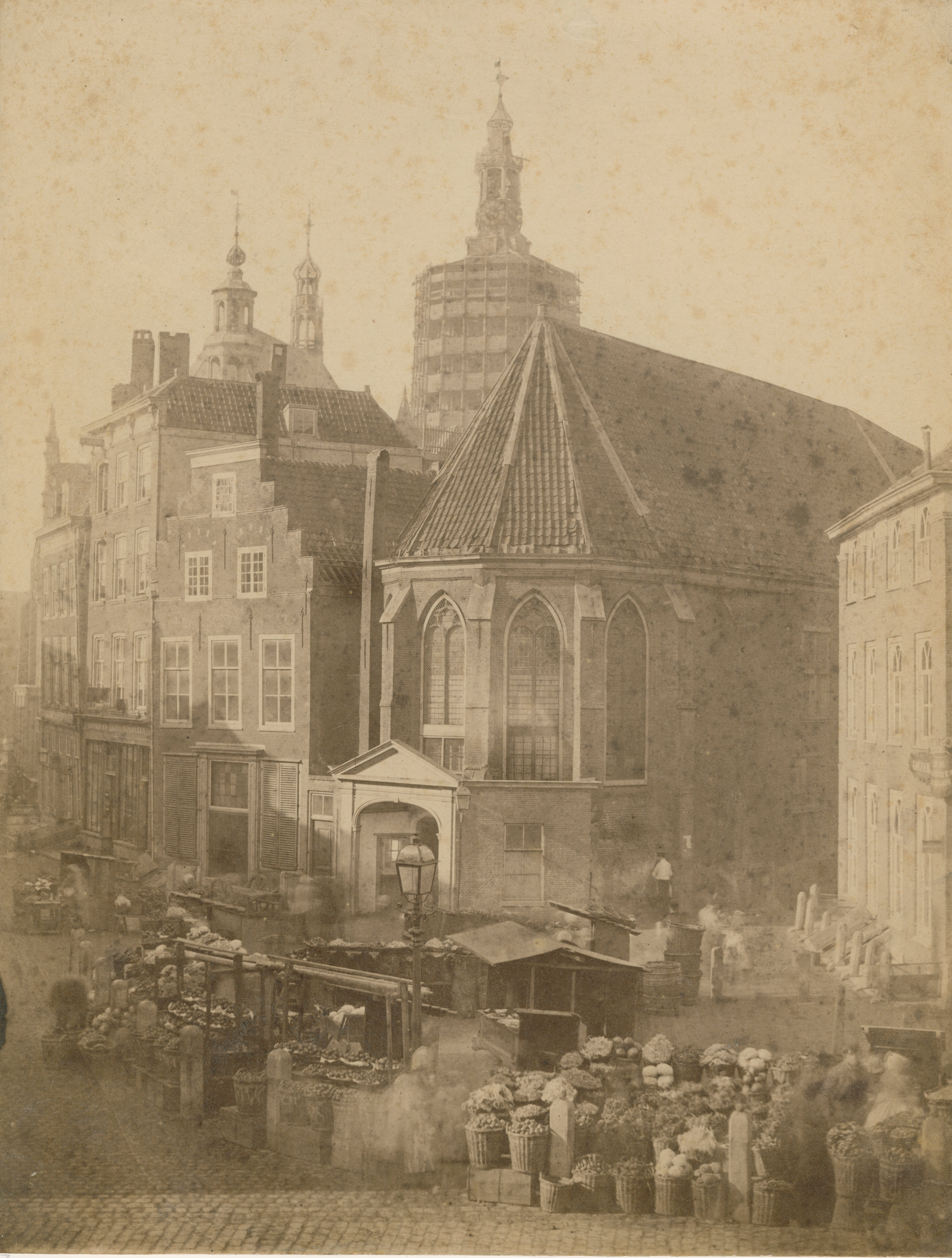
Dagelijkse Groenmarkt in Den Haag door Maria Hille, ca. 1860, Haags Gemeentearchief

Vanaf dat moment betrok Maria Hille steeds samen met P.B. Beukers diverse adressen, waar zij tevens haar atelier vestigde, zoals is af te lezen aan de gedrukte voor- en achterzijden van de cartes-de-visites die ze vervaardigde. Haar laatst bekende adres is in 1893 in de Piet Heinstraat. Op 20-2-1893 overleed fotograaf J.C.J. Beukers op 36-jarige leeftijd te Den Haag. Of ook Maria Hille in 1893 overleed of uit Den Haag is vertrokken is vooralsnog onbekend.

## Fotografische nalatenschap
Als portretfotografe heeft Hille een oeuvre achtergelaten dat vergelijkbaar is met andere portretstudio's uit die tijd: ze vervaardigde cartes de visites in de gangbare vorm. Deze portretten zijn onder andere te vinden in de collecties van het Haags Gemeentearchief en het Rijksbureau Kunsthistorische Documentatie .
Dat zij echter ook actief was als architectuurfotograaf is bijzonder. In die tijd bestond er enige weerstand tegen het uitoefenen van het beroep van fotograaf door vrouwen, onder andere vanwege het 'werken buitenshuis en op den publieken weg'. Hille vervaardigde het vroegst bekende in opdracht gemaakte album met architectuurfoto's in Nederland. Het album werd vervaardigd in opdracht van de stad Leiden en op 30 juli 1858 door de gemeenteraad aangeboden aan Z.K.H., de Prins van Oranje, ter gelegenheid van diens afstuderen aan de Leidse universiteit. Het album bevat acht opnamen van stadsgezichten en bekende gebouwen als het stadhuis, de waag, het Academiegebouw en de Hooglandse Kerk. Het is bekend dat het gehele album f 825,50 heeft gekost. Hille kreeg daarvan voor het maken van de foto’s f 80,- uitbetaald, de zilversmid en de schoonschrijver respectievelijk f 710,50 en f 25,-.

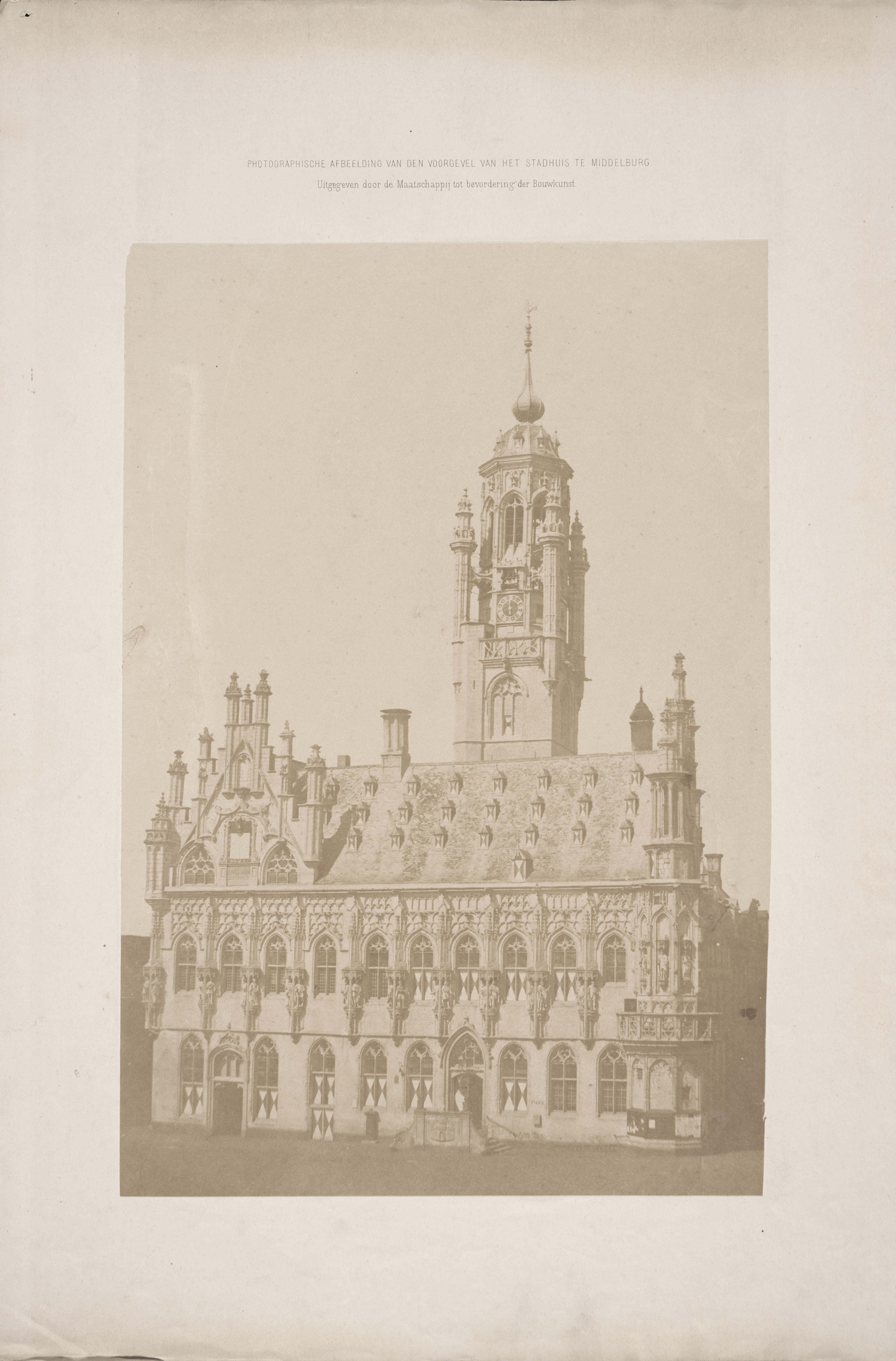
Foto van het stadhuis in Middelburg, Zeeland, door Maria Hille, gepubliceerd in 'Afbeeldingen van Oude bestaande gebouwen in Nederland', uitgegeven door de Maatschappij tot Bevordering der Bouwkunst, 1859.

Ook in Den Haag vervaardigde Hille enkele albums met stadsgezichten. En zij wist een opdracht te verkrijgen van de Maatschappij tot Bevordering der Bouwkunst, voor het periodiek verschijnende Afbeeldingen van Oude bestaande gebouwen in Nederland. Hierin verscheen in 1859 haar opname van het stadhuis van Middelburg, middels ingeplakte albuminedrukken. 
Het merendeel van haar architectuuropnamen lijkt Hille te hebben gemaakt in de periode 1858-1861.
In 1886 werd de firma Hille nog door H.M. de Koning bedankt voor het toezenden van foto's van het brandende Kurhaus in Scheveningen.  Het Haags gemeentearchief heeft naast andere foto's van de firma Hille ook afdrukken van deze opnamen van het afgebrande Kurhaus in de collectie.
Het Nederlands Fotomuseum te Rotterdam heeft een afdruk van de foto van het stadhuis te Middelburg van de firma Hille in de collectie.